# Hanabusaya asiatica
Hanabusaya asiatica là loài thực vật có hoa trong họ Hoa chuông. Loài này được (Nakai) Nakai mô tả khoa học đầu tiên năm 1911.